# Damion Stewart
Damion Delano Stewart (18 de agosto de 1980) é um futebolista jamaicano que atua como zagueiro. Mede 1,91cm e pesa 86kg. Atualmente joga no Pahang FA. Atuou nas Eliminatórias da Copa do Mundo de 2010 da CONCACAF, pela Jamaica.